# Podnośnik laboratoryjny

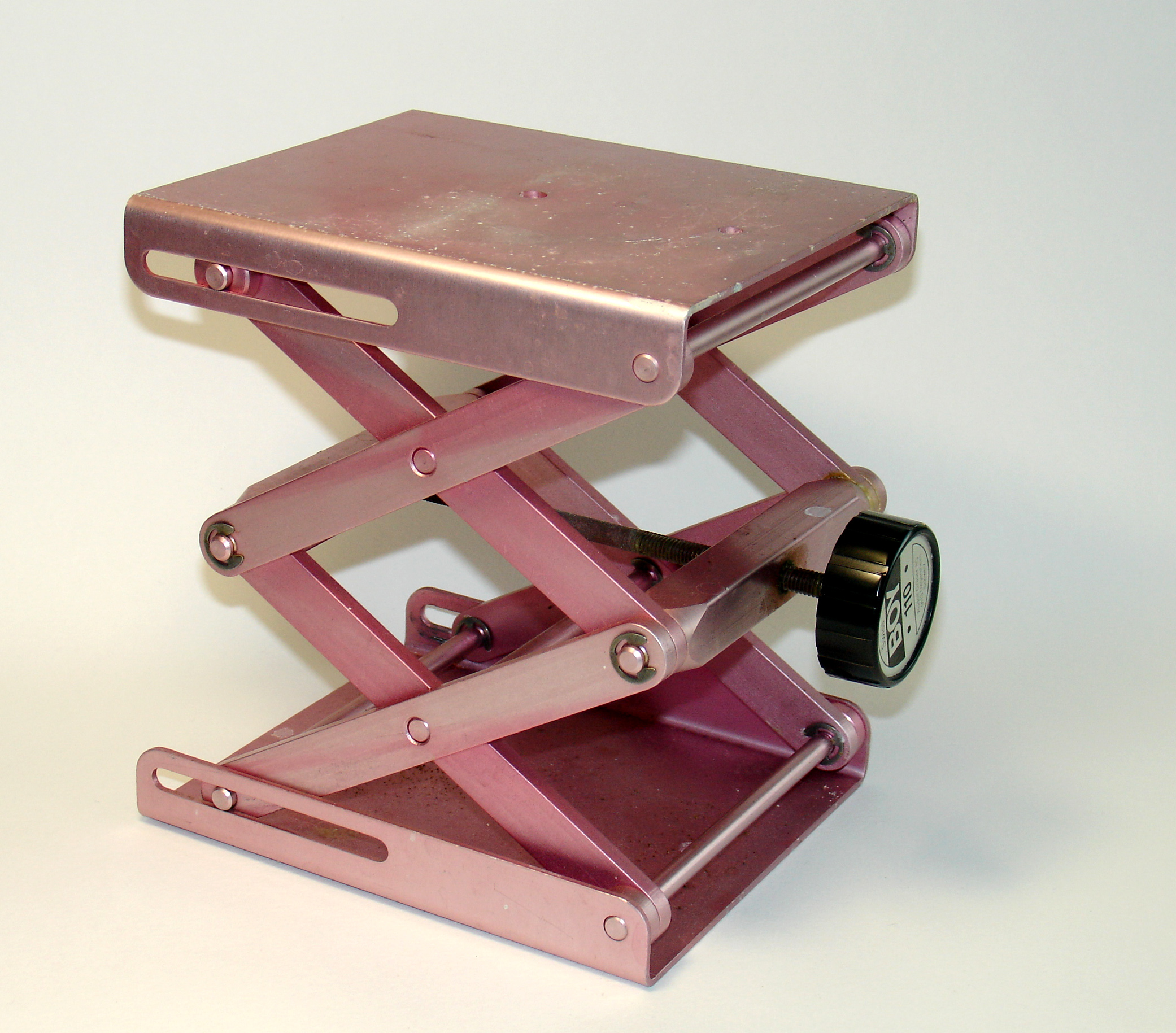

Podnośnik laboratoryjny – sprzęt laboratoryjny służący do opuszczania i podnoszenia aparatury - głównie kolb, łaźni i mieszadeł magnetycznych.
Tradycyjny podnośnik składa się z dolnej (D na rysunku) i górnej (C) półki, które są połączone dźwigniami {E). W środku jest zamontowany mechanizm śrubowy (B) który, poprzez kręcenie pokrętłem {A) umożliwia powolne i precyzyjne opuszczanie lub  podnoszenie górnej półki względem dolnej.
Podnośniki są zazwyczaj wykonywane z blachy stalowej. Droższe wersje są produkowane z aluminium i stopów nierdzewnych, co znacznie przedłuża ich żywotność, gdyż sprzęt ten jest często narażony na zalewanie żrącymi odczynnikami lub przebywanie w oparach agresywnych chemicznie gazów (np. chloru). Dostępne są także podnośniki wykonane z tworzyw sztucznych.
Podnośniki są stosowane w laboratorium w różnych sytuacjach, np.:
- gdy trzeba połączyć kolbę z zamontowaną na stałe chłodnicą zwrotną, lub aparaturą do destylacji
- gdy trzeba "podłożyć" łaźnię pod zamontowaną na stałe kolbę
- gdy chce się mieć możliwość szybkiego, awaryjnego opuszczania lub podnoszenia łaźni w trakcie prowadzenia reakcji albo destylacji.